# Wagenfeld
Wagenfeld község Németországban, Alsó-Szászországban, a Diepholzi járásban. Lakosainak száma 7236 fő (2023. december 31.).